# El Amparo
El Amparo de Apure es una población ubicada al occidente del estado Apure. Se encuentra en la frontera con Colombia, a orillas del río Arauca. Es también una población satélite de la ciudad de Guasdualito, el segundo centro urbano más importante del estado y capital del municipio Páez en el Distrito del Alto Apure, jurisdicción a la cual pertenece el pueblo. Guasdualito y El Amparo tienden a conurbarse y fusionarse en una misma unidad demográfica debido a su cercanía. 
El Amparo es un importante punto fronterizo entre Venezuela y Colombia por su intercambio comercial con la ciudad de Arauca, principalmente a través del Puente Internacional José Antonio Páez.

## Historia
El Amparo, fundado a finales del siglo XVIII bajo el nombre de "El Amparo Pasó Real,"  desempeñó un papel crucial como punto de paso para ganaderos y tropas cruzando el río Arauca en la transitada ruta por los extensos Llanos venezolanos. Durante la guerra de independencia, este enclave sirvió como lugar de reposo para las tropas patriotas. En el mismo período, surgieron otras poblaciones como Guasdualito, refundado por José Ignacio del Pumar y Traspuesto, Marqués de la Rivera de Boconò y Masparro. La elevación a parroquia, el 20 de noviembre de 1846, según el historiador Argenis Méndez Echenique, marcó un hito en su desarrollo. La decisión de erigir El Amparo como parroquia fue respaldada por la Diputación Provisional de Apure, destacando su crecimiento en población y comercio. Este episodio histórico, respaldado por el Dr. José Manuel Sánchez Ostos, aporta una perspectiva valiosa sobre el desarrollo administrativo de la región en ese momento.
Es esencial destacar la exploración previa del territorio alto apureño por figuras como Antonio Calaimi, un indio jirara, y Georg Hohermut von Speyer, conocido como Jorge de Spira, representante de la casa alemana Welser en 1528. El cruce de El Amparo fue testigo de la presencia de Simón Bolívar en 1819, quien utilizó esta estratégica ubicación para planificar la defensa de Nueva Granada. Bolívar marcó la historia de la región al liderar campañas que resultaron en los triunfos de Boyacá, Pantano de Vargas y Gameza, contribuyendo así a la libertad neogranadina. La rica historia de El Amparo se entrelaza con figuras destacadas y eventos fundamentales, consolidándolo como un nodo histórico vital en la región.

## Geografía
El Amparo mantiene un altitud del terreno principalmente bajo con una media de 125 m s. n. m., siguiendo la tendencia del resto del estado, las llanuras y sabanas son características de la zona.
Entre los ríos de la zona destacan el río Arauca y el río Sarare, que son los que marcan parte de las fronteras naturales de la localidad. Ocasionalmente suelen ocurrir inundaciones (algunas más graves que otras) durante las épocas de lluvia debido a la escasa pendiente de los cauces de los ríos.

## Política
El Amparo es administrado políticamente por el Distrito del Alto Apure, del cual Guasdualito es la capital; este pueblo también cuenta con un consulado colombiano. En El Amparo existe un grave problema de contrabando, al igual que en otras ciudades fronterizas con Colombia, y hay problemas con distintos grupos guerrilleros.

## Infraestructura

### Vías de comunicación
La Carretera Local 02, inaugurada en el año 1967 bajo la presidencia de Raúl Leoni, emerge como un eje crucial de comunicación en El Amparo de Apure. Esta vía, que se origina desde un desvío de la Troncal 19 en el sector de Vara de María, hasta su convergencia con la calle 15 en el Puente Internacional José Antonio Páez, establece una conexión vital con la ciudad colombiana de Arauca. Representando la columna vertebral del transporte en la localidad, la Carretera Local 02 no solo enlaza las áreas urbanas, sino que también engarza eficientemente las diversas comunidades rurales circundantes. A través de una intrincada red de caminos rurales, esta infraestructura facilita el acceso a las periferias de la Parroquia El Amparo, fomentando así la cohesión social y el desarrollo regional.

### Puente Internacional José Antonio Páez
Este puente fue construido por los gobiernos del colombiano Carlos Lleras Restrepo y el venezolano Raúl Leoni. entre 1964-1967 y constituye la principal ruta para el transporte de petróleo y bienes de la región. Fue diseñado por Gustavo Granados Ojeda (n. Rubio, Táchira, 3 de octubre de 1926-f. Mérida, 11 de enero de 2000), ingeniero civil venezolano egresado de la Universidad de Los Andes.

Puente Internacional Fronterizo Venezuela - Colombia

### Educación
La población de El Amparo cuenta con un sistema educativo que incluye tres destacados centros de educación secundaria, entre los cuales se destaca una escuela técnica agropecuaria, así como cuatro instituciones de educación primaria. A pesar de la ausencia de instituciones universitarias en dicha ciudad, los habitantes tienen acceso directo a la Universidad Nacional Experimental de los Llanos Occidentales "Ezequiel Zamora", Núcleo Guasdualito, gracias a una ruta de transporte establecida. Además, se observa una alta tasa de matrícula escolar de la población local en diversos centros educativos de la ciudad colombiana de Arauca, lo cual se atribuye a la proximidad geográfica entre ambas localidades. Este flujo educativo entre El Amparo y Arauca refuerza los lazos culturales y académicos entre ambas comunidades vecinas.

### Salud
La infraestructura de salud en la población de El Amparo se ve limitada, ya que carece de centros con una buena infraestructura médica. Actualmente, la única instalación disponible es un Ambulatorio Rural Tipo II. Ante esta situación, la mayoría de los residentes se ven obligados a desplazarse hacia la ciudad de Guasdualito, ubicada a unos 20 kilómetros de distancia, o hacia la ciudad colombiana de Arauca, a aproximadamente 3 kilómetros, en busca de atención médica adecuada.

## Economía
La economía de la ciudad de El Amparo se caracteriza por su sólida dependencia en el intercambio de bienes y servicios con la ciudad colombiana de Arauca, así como con la capital del municipio Páez, Guasdualito. En 2013, la elevación de la aduana sub alterna a aduana Principal,
 bajo la dirección del Servicio Nacional Integrado de Administración Aduanera y Tributaria SENIAT, consolidó su papel como punto estratégico en el comercio regional. Destacando en la Parroquia El Amparo, específicamente en el sector Guafita, se encuentran yacimientos petroleros de larga data, operando la Estación de Flujo Guafita y un Centro Operacional controlado por la estatal petrolera PDVSA. Con más de cuatro décadas de actividad en la región, estos recursos energéticos son un pilar fundamental de la economía nacional. Además, la producción agrícola de ganado vacuno también contribuye significativamente a la actividad económica de la población de El Amparo, formando así un tejido económico diversificado y dinámico en la región.

El Pozo Guafita X1 fue el primer Pozo en producir en la región cuenta con 40 años de actividad